# بوب غريني (كاتب)
بوب غريني (بالإنجليزية: Bob Greene)‏ هو عازف بيانو وكاتب أمريكي، ولد في 4 سبتمبر 1922، وتوفي في 13 أكتوبر 2013 في أماغانزيت في الولايات المتحدة بسبب سرطان الرئة.

## وصلات خارجية
- بوب غريني على موقع IMDb (الإنجليزية)
- بوب غريني على موقع ميوزك برينز (الإنجليزية)
- بوب غريني على موقع أول ميوزيك (الإنجليزية)
- بوب غريني على موقع ديسكوغز (الإنجليزية)